# Deutsche Tourenwagen Masters 2006
Deutsche Tourenwagen Masters 2006 – siódmy sezon serii DTM po jej wznowieniu w 2000 roku.

## Zmiany w sezonie 2006
- Liczba wyścigów została zmniejszona z 11 do 10. Z kalendarza wycofano spotkania na torach Spa-Francorchamps oraz Istanbul Park, natomiast w ich miejsce pojawiły się tory Circuit de la Sarthe (Le Mans) i Circuit de Catalunya (Barcelona). Każdy z torów gościł jeden wyścig w sezonie, z wyjątkiem Hockenheim, na którym zorganizowane zostały 2 spotkania (otwarcie i zakończenie sezonu).
- Z rywalizacji w sezonie 2006 wycofał się Opel. Pozostałe dwie marki, Audi i Mercedes zwiększyły liczbę własnych zawodników w celu uzupełnienia liczebności stawki do 20 kierowców.
- W numeracji zawodników nie został przyznany numer 1, ponieważ mistrz z sezonu 2005, Gary Paffett, przeszedł do zespołu McLaren w Formule 1[1].

### Zmiany w regulaminie
- Zabronione zostało używanie jakichkolwiek urządzeń elektrycznych i elektronicznych na stanowisku serwisowym podczas pit-stopu, z wyjątkiem przewodu uziemiającego podłączonego do maszyny tankującej. Liczba mechaników mogących pracować przy samochodzie podczas pit-stopu została zredukowana do 7 osób[2].
- Liczba nowych opon do dyspozycji każdego zawodnika podczas pojedynczego spotkania została zmniejszona z 36 do 28 sztuk[2].
- Zmieniony został dotychczasowy format kwalifikacji (półgodzinna sesja kwalifikacyjna, po której najszybsza dziesiątka kierowców walczy o pole position, przejeżdzając tylko jedno okrążenie – tzw. Super-Pole). Nowa procedura kwalifikacyjna, podobnie jak w Formule 1, została podzielona na 3 części. W pierwszej części kierowcy mają 14 minut na ustanowienie jak najlepszego czasu przejazdu pojedynczego okrążenia. Po 7-minutowej przerwie rozgrywana jest druga część (10 minut), w której udział bierze 14 najszybszych kierowców. Ośmiu czołowych kierowców awansuje do ostatniej, trwającej 7 minut części, która odbywa się po kolejnej 7-minutowej przerwie[3].

## Kierowcy
| Nr | Kierowca               | Samochód              | Rocznik | Zespół                            |
| --- | ---------------------- | --------------------- | ------- | --------------------------------- |
| 2 | Bernd Schneider        | AMG-Mercedes C-Klasse | 2006    | Vodafone AMG Mercedes             |
| 3 | Jamie Green            | AMG-Mercedes C-Klasse | 2006    | Salzgitter AMG Mercedes           |
| 4 | Martin Tomczyk         | Audi A4 DTM           | 2006    | Audi Sport Team Abt Sportsline    |
| 5 | Mattias Ekström        | Audi A4 DTM           | 2006    | Audi Sport Team Abt Sportsline    |
| 6 | Heinz-Harald Frentzen  | Audi A4 DTM           | 2006    | Audi Sport Team Abt               |
| 7 | Tom Kristensen         | Audi A4 DTM           | 2006    | Audi Sport Team Abt               |
| 8 | Mika Häkkinen          | AMG-Mercedes C-Klasse | 2006    | AMG Mercedes                      |
| 9 | Bruno Spengler         | AMG-Mercedes C-Klasse | 2006    | DaimlerChrysler Bank AMG Mercedes |
| 10 | Jean Alesi             | AMG-Mercedes C-Klasse | 2005    | stern AMG Mercedes                |
| 11 | Aleksandros Margaritis | AMG-Mercedes C-Klasse | 2005    | Easy Rent AMG Mercedes            |
| 12 | Christian Abt          | Audi A4 DTM           | 2005    | Audi Sport Team Phoenix           |
| 14 | Pierre Kaffer          | Audi A4 DTM           | 2005    | Audi Sport Team Phoenix           |
| 15 | Timo Scheider          | Audi A4 DTM           | 2005    | Audi Sport Team Rosberg           |
| 16 | Frank Stippler         | Audi A4 DTM           | 2005    | Audi Sport Team Rosberg           |
| 17 | Stefan Mücke           | AMG-Mercedes C-Klasse | 2005    | TV-Spielfilm Mücke Motorsport     |
| 18 | Daniel la Rosa         | AMG-Mercedes C-Klasse | 2005    | TrekStor AMG-Mercedes             |
| 19 | Olivier Tielemans      | Audi A4 DTM           | 2004    | Futurecom TME                     |
| 19 | Jeroen Bleekemolen *   | Audi A4 DTM           | 2004    | Futurecom TME                     |
| 19 | Nicolas Kiesa **       | Audi A4 DTM           | 2004    | Futurecom TME                     |
| 19 | Thed Björk ***         | Audi A4 DTM           | 2004    | Futurecom TME                     |
| 20 | Vanina Ickx            | Audi A4 DTM           | 2004    | Futurecom TME                     |
| 21 | Mathias Lauda          | AMG-Mercedes C-Klasse | 2004    | Persson Motorsport                |
| 22 | Susie Stoddart         | AMG-Mercedes C-Klasse | 2004    | Mücke Motorsport                  |
| * Zastąpił Tielemansa w 4. i 5. rundzie ** Zastąpił Bleekemolena w rundach 6-8 *** Zastąpił Nicolasa Kiesę w 9. i 10. rundzie |                        |                       |         |                                   |

## Kalendarz wyścigów
| Runda                      | Data  | Tor                  | Liczba okrążeń | Długość okrążenia (km) | Dystans wyścigu (km) | Rekord okrążenia | Rekord okrążenia | Rekord okrążenia |
| Runda                      | Data  | Tor                  | Liczba okrążeń | Długość okrążenia (km) | Dystans wyścigu (km) | Kierowca         | Kierowca         | Czas             |
| -------------------------- | ----- | -------------------- | -------------- | ---------------------- | -------------------- | ---------------- | ---------------- | ---------------- |
| 1                          | 9.04  | Hockenheim           | 37             | 4,574                  | 169,238              | Bruno Spengler   | M                | 1:34.726 (2006)  |
| 2                          | 30.04 | EuroSpeedway Lausitz | 48             | 3,442                  | 165,216              | Mika Häkkinen    | M                | 1:17.583 (2005)  |
| 3                          | 21.05 | Oschersleben         | 44             | 3,667                  | 161,348              | Mattias Ekström  | A                | 1:20.791 (2005)  |
| 4                          | 2.07  | Brands Hatch         | 85             | 1,929                  | 163,965              | Bernd Schneider  | M                | 0:43.408 (2006)  |
| 5                          | 23.07 | Norisring            | 74             | 2,300                  | 170,200              | Bruno Spengler   | M                | 0:48.811 (2006)  |
| 6                          | 20.08 | Nürburgring          | 43             | 3,629                  | 156,047              | Gary Paffett     | M                | 1:24.442 (2005)  |
| 7                          | 3.09  | Zandvoort            | 38             | 4,307                  | 163,666              | Gary Paffett     | M                | 1:34.785 (2005)  |
| 8                          | 24.09 | Barcelona            | 37             | 4,627                  | 171,199              | Bernd Schneider  | M                | 1:03.919 (2006)  |
| 9                          | 15.10 | Le Mans              | 39             | 4,180                  | 163,020              | Mika Häkkinen    | M                | 1:30.713 (2006)  |
| 10                         | 29.10 | Hockenheim           | 37             | 4,574                  | 169,238              | Bruno Spengler   | M                | 1:34.726 (2006)  |
| Legenda: A Audi M Mercedes |       |                      |                |                        |                      |                  |                  |                  |

### Najlepsze wyniki
| Runda | Runda           | Pole position         | Pole position | Najszybsze okrążenie | Najszybsze okrążenie | Zwycięzca wyścigu | Zwycięzca wyścigu |
| ----- | --------------- | --------------------- | ------------- | -------------------- | -------------------- | ----------------- | ----------------- |
| 1     | Niemcy          | Jamie Green           | M             | Bruno Spengler       | M                    | Bernd Schneider   | M                 |
| 2     | Niemcy          | Jamie Green           | M             | Bruno Spengler       | M                    | Bernd Schneider   | M                 |
| 3     | Niemcy          | Tom Kristensen        | A             | Tom Kristensen       | A                    | Tom Kristensen    | A                 |
| 4     | Wielka Brytania | Tom Kristensen        | A             | Bernd Schneider      | M                    | Mattias Ekström   | A                 |
| 5     | Niemcy          | Jamie Green           | M             | Bruno Spengler       | M                    | Bruno Spengler    | M                 |
| 6     | Niemcy          | Bruno Spengler        | M             | Bruno Spengler       | M                    | Bruno Spengler    | M                 |
| 7     | Holandia        | Jamie Green           | M             | Mika Häkkinen        | M                    | Tom Kristensen    | A                 |
| 8     | Hiszpania       | Martin Tomczyk        | A             | Bernd Schneider      | M                    | Martin Tomczyk    | A                 |
| 9     | Francja         | Bruno Spengler        | M             | Mika Häkkinen        | M                    | Bruno Spengler    | M                 |
| 10    | Niemcy          | Heinz-Harald Frentzen | A             | Jamie Green          | M                    | Bruno Spengler    | M                 |

## Klasyfikacje generalne

### Kierowcy
| Poz. | Kierowca               | Kierowca | HOC | LAU | OSC | BRH | NOR | NÜR | ZAN | CAT | LMS | HOC | Pkt. |
| ---- | ---------------------- | -------- | --- | --- | --- | --- | --- | --- | --- | --- | --- | --- | ---- |
| 1    | Bernd Schneider        | M        | 1   | 1   | 5   | 3   | 2   | 2   | 2   | 2   | 5   | 4   | 71   |
| 2    | Bruno Spengler         | M        | 9   | 5   | 2   | 7   | 1   | 1   | 4   | 5   | 1   | 1   | 63   |
| 3    | Tom Kristensen         | A        | 2   | 2   | 1   | 18  | 5   | 5   | 1   | 9   | 3   | 3   | 56   |
| 4    | Martin Tomczyk         | A        | 7   | 8   | 6   | 4   | 16  | 3   | 3   | 1   | 4   | 5   | 42   |
| 5    | Jamie Green            | M        | NU  | 4   | 3   | 2   | NU  | 9   | 8   | NU  | 6   | 2   | 31   |
| 6    | Mika Häkkinen          | M        | 4   | 3   | 9   | 11  | 3   | 12  | 11  | 11  | 2   | NU  | 25   |
| 7    | Heinz-Harald Frentzen  | A        | 3   | 13  | 4   | 17  | 11  | 6   | 5   | 3   | 10  | 14  | 24   |
| 8    | Mattias Ekström        | A        | NU  | DS  | 7   | 1   | 6   | 8   | 13  | 4   | NU  | 12  | 21   |
| 9    | Jean Alesi             | M        | 6   | 7   | 8   | 6   | NU  | 4   | NU  | 14  | 11  | 8   | 15   |
| 10   | Timo Scheider          | A        | 8   | 9   | 14  | 10  | 7   | 7   | 6   | NU  | 8   | 6   | 12   |
| 11   | Aleksandros Margaritis | M        | 5   | 6   | 20  | 8   | NU  | 15  | NU  | 8   | 7   | 13  | 11   |
| 12   | Stefan Mücke           | M        | NU  | 12  | 12  | 13  | 4   | 11  | 7   | 12  | 15  | NU  | 7    |
| 13   | Christian Abt          | A        | NU  | NU  | 17  | 5   | 10  | 10  | NU  | 10  | 9   | 7   | 6    |
| 14   | Frank Stippler         | A        | 12  | 11  | 13  | NU  | 9   | NU  | 14  | 6   | NU  | NU  | 3    |
| 15   | Daniel la Rosa         | M        | 14  | NU  | 11  | 12  | 15  | 16  | 10  | 7   | NU  | NU  | 2    |
| 16   | Pierre Kaffer          | A        | NU  | 10  | 10  | 9   | 8   | 14  | 9   | NU  | 12  | NU  | 1    |
| 17   | Susie Stoddart         | M        | 10  | 15  | 15  | 16  | 14  | NU  | 12  | 15  | 13  | 9   | 0    |
| 18   | Mathias Lauda          | M        | 11  | 14  | 16  | 15  | NU  | 13  | 15  | 13  | NU  | 10  | 0    |
| 19   | Vanina Ickx            | A        | 15  | 16  | 18  | NU  | 13  | 18  | NU  | NU  | 16  | 11  | 0    |
| 20   | Jeroen Bleekemolen     | A        |     |     |     | 14  | 12  |     |     |     |     |     | 0    |
| 21   | Olivier Tielemans      | A        | 13  | 17  | 19  |     |     |     |     |     |     |     | 0    |
| 22   | Thed Björk             | A        |     |     |     |     |     |     |     |     | 14  | 15  | 0    |
| 23   | Nicolas Kiesa          | A        |     |     |     |     |     | 17  | 16  | NU  |     |     | 0    |
| Poz. | Kierowca               | Kierowca | HOC | LAU | OSC | BRH | NOR | NÜR | ZAN | CAT | LMS | HOC | Pkt. |

| Legenda | Legenda                 |
| ------- | ----------------------- |
| 1       | 1. miejsce              |
| 2       | 2. miejsce              |
| 3       | 3. miejsce              |
|         | Punktowana pozycja      |
|         | Pozycja bez punktów     |
| NU      | Nie ukończył            |
| DS      | Dyskwalifikacja         |
|         | Nie startował           |
|         |                         |
| A       | Audi                    |
| M       | Mercedes                |
| 5       | Nowy samochód (2006)    |
| 17      | Samochód 2-letni (2004) |

| System punktowania | System punktowania | System punktowania | System punktowania | System punktowania | System punktowania | System punktowania | System punktowania | System punktowania |
| ------------------ | ------------------ | ------------------ | ------------------ | ------------------ | ------------------ | ------------------ | ------------------ | ------------------ |
| Miejsce            | 1                  | 2                  | 3                  | 4                  | 5                  | 6                  | 7                  | 8                  |
| Punkty             | 10                 | 8                  | 6                  | 5                  | 4                  | 3                  | 2                  | 1                  |

### Zespoły
(punkty zdobywane podczas poszczególnych wyścigów)
| Poz. | Zespół                             | Rocznik | Kierowcy            | HOC | LAU | OSC | BRH | NOR | NÜR | ZAN | CAT | LMS | HOC | Suma |
| ---- | ---------------------------------- | ------- | ------------------- | --- | --- | --- | --- | --- | --- | --- | --- | --- | --- | ---- |
| 1    | Vodafone/Salzgitter AMG Mercedes   | 2006    | Schneider Green     | 10  | 15  | 10  | 14  | 8   | 8   | 9   | 8   | 7   | 13  | 102  |
| 2    | DaimlerChrysler Bank/AMG Mercedes  | 2006    | Häkkinen Spengler   | 5   | 10  | 8   | 2   | 16  | 10  | 5   | 4   | 18  | 10  | 88   |
| 3    | Audi Sport Team Abt                | 2006    | Frentzen Kristensen | 14  | 8   | 15  |     | 4   | 7   | 14  | 6   | 6   | 6   | 80   |
| 4    | Audi Sport Team Abt Sportsline     | 2006    | Tomczyk Ekström     | 2   | 1   | 5   | 15  | 3   | 7   | 6   | 15  | 5   | 4   | 63   |
| 5    | stern/Easy Rent AMG Mercedes       | 2005    | Alesi Margaritis    | 7   | 5   | 1   | 4   |     | 5   |     | 1   | 2   | 1   | 26   |
| 6    | Audi Sport Team Rosberg            | 2005    | Scheider Stippler   | 1   |     |     |     | 2   | 2   | 3   | 3   | 1   | 3   | 15   |
| 7    | TV-Spielfilm/TrekStor AMG Mercedes | 2005    | Mücke la Rosa       |     |     |     |     | 5   |     | 2   | 2   |     |     | 9    |
| 8    | Audi Sport Team Phoenix            | 2005    | Abt Kaffer          |     |     |     | 4   | 1   |     |     |     |     | 2   | 7    |
| Poz. | Zespół                             | Rocznik | Kierowcy            | HOC | LAU | OSC | BRH | NOR | NÜR | ZAN | CAT | LMS | HOC | Suma |